# Bechhofen (Rhénanie-Palatinat)
Pour les articles homonymes, voir Bechhofen.
Bechhofen est une municipalité de la Verbandsgemeinde Zweibrücken-Land, dans l'arrondissement du Palatinat-Sud-Ouest, en Rhénanie-Palatinat, dans l'ouest de l'Allemagne.